# الفیو پرابونی
الفیو پرابونی (انگلیسی: Alfio Peraboni; ۸ مهٔ ۱۹۵۴ – ۱۱ ژانویهٔ ۲۰۱۱) ورزشکار اهل ایتالیا بود.
وی در مسابقات کشوری و بین‌المللی در مجموع برندهٔ ۱ مدال طلا، ۳ مدال برنز شده‌است.